# KHC Leuven in het seizoen 2019/20
Dit artikel beschrijft hockeyploeg KHC Leuven in het seizoen 2019-2020 bij de heren en de dames.

## Heren
| No.           | Naam                    | Nationaliteit | Vorige club       |
| ------------- | ----------------------- | ------------- | ----------------- |
| Doelman       |                         |               |                   |
| 7             | James Carr              | Ierland       | Three Rock Rovers |
| 16            | Pierre Tavernier        | België        | eigen jeugd       |
|               | Nicolas Jacobi          | Duitsland     |                   |
| Verdedigers   |                         |               |                   |
| 1             | Andreu Enrich           | Spanje        | Atlètic Terrassa  |
| 8             | Jonathan Vanneck        | België        | eigen jeugd       |
| 9             | Jules Coolen            | België        | HC Taxandria      |
| 10            | Julien Schoenaerts      | België        | eigen jeugd       |
| 12            | Luke Madeley            | Ierland       | Three Rock Rovers |
| 21            | Thibaut Roman           | België        | eigen jeugd       |
| 22            | Victor Guerra           | Spanje        | Atlètic Terrassa  |
| Middenvelders |                         |               |                   |
| 3             | Daragh Walsh            | Ierland       | Three Rock Rovers |
| 5             | Elias De Paepe          | België        | eigen jeugd       |
| 14            | Nico Georgis            | België        | eigen jeugd       |
| 15            | Nico Weyers             | België        | eigen jeugd       |
| 18            | Ricardo Santana         | Spanje        | 7de seizoen       |
| 19            | Santiago Montelli       | Argentinië    | Lomas             |
| 20            | Simon Gougnard          | België        | Waterloo Ducks    |
| Aanvallers    |                         |               |                   |
| 2             | Archibald Vanden Dael   | België        | eigen jeugd       |
| 4             | Douwe Bosmans           | België        | eigen jeugd       |
| 6             | Guillaume Van Lembergen | België        | eigen jeugd       |
| 11            | Lautario Diaz           | Argentinië    | 2de seizoen       |
| 13            | Nico Della Torre        | Argentinië    | Den Bosch         |
| 17            | Pilou Maraite           | België        | 8ste seizoen      |
| Coach         |                         |               |                   |
|               | Xavi Trenchs            | Spanje        |                   |

 = Aanvoerder

## Dames
| Doelvrouw     |                      |        |
| 1             | Marie Grimard        | België |
| Verdedigers   |                      |        |
| 9             | Lieselotte Van Lindt | België |
| 15            | Rocio Emme           |        |
| 17            | Sara McManus         | Canada |
| 20            | Luca Van Havenbergh  | België |
| 23            | Margaux Paulus       | België |
| Middenvelders |                      |        |
| 11            | Anne-Sophie Roels    | België |
| 12            | Amanda Woodcroft     | Canada |
| 13            | Kate Wright          | Canada |
| 14            | Maria Gomez          | Spanje |
| 25            | Loes Palfliet        | België |
| Aanvallers    |                      |        |
| 3             | Noémie De Cocker     | België |
| 4             | Eugénie Vanhees      | België |
| 6             | Leera Boyen          | België |
| 22            | Brienne Stairs       | Canada |
| 26            | Stephanie Norlander  | Canada |
| Coach         |                      |        |
|               | Jérôme Dekeyser      | België |

 = Aanvoerder
Er mag ook beroep op jeugdspelers worden gedaan.